# Gömeç
Gömeç is een Turks district in de provincie Balıkesir en telt 11.105 inwoners (2007). Het district heeft een oppervlakte van 222,9 km².
De bevolkingsontwikkeling van het district is weergegeven in onderstaande tabel.
| 1997   | 2000   | 2007   |
| ------ | ------ | ------ |
| 10.838 | 10.983 | 11.105 |